# エドガル・マヌチャリアン
エドガル・マヌチャリアン（アルメニア語: Էդգար Մանուչարյան, ラテン文字転写: Edgar Manucharyan, 1987年1月19日 - ）は、ソビエト連邦（現アルメニア）・エレバン出身の元アルメニア代表の元サッカー選手。現役時代のポジションはFW、MF。

## 経歴

### クラブ

#### アヤックス
FCピュニク・エレバンの下部組織を経て、リザーブチームで得点を量産していたことにより、2002年シーズンに同クラブのトップチームへ昇格を果たす。翌2003年シーズンは、12得点を記録する。2004年シーズンには、ガルスト・ペトロシャンとのコンビで22試合21得点と得点王に輝く活躍を見せ (ペトロシャンも得点王) 、チームの優勝に大きく貢献し、更に年間最優秀選手賞を受賞すると、注目を集め、同年12月にアヤックス・アムステルダム (オランダ1部) からトライアルに招待される。14日のFCバルセロナとの親善試合中に足を骨折する不運に見舞われ、トライアルを途中で終了することを余儀なくされたものの、それまでのプレーが認められ、7月1日からの3年契約を勝ち取ることに成功した。
2005年9月18日のAZアルクマール戦 (2-4) でライアン・バベルとの交代から84分に初出場を飾り、以来、リーグ戦4試合に出場し、翌2006-07シーズンは、相次ぐ負傷に悩まされたことで、昨季同様に下部組織のヨング・アヤックスでのプレーが主戦場となる中、2006年11月2日、UEFAカップ2006-07のFKアウストリア・ウィーン戦で公式戦初得点を挙げた。2007年3月16日、2008年までの契約が2011年6月30日まで延長された。なお、2006年7月22日には、アヤックスとアーセナルFCに在籍したデニス・ベルカンプの引退試合に出場した際、新設されたエミレーツ・スタジアム史上初めて得点を挙げたクラース・ヤン・フンテラールのゴールをアシストしている。
2007-08シーズンにアドリー・コスター監督が新たに就任すると、トップチームでは未出場が続き、今まで以上に下部組織でのプレーが主戦場になっていた為、2008年5月にアヤックスからの退団を望む。6月には、5人の選手と共に放出リストに掲載されたと報じられた。

#### ハールレム&AGOVV
2009年8月6日にエールステ・ディヴィジ (2部) のHFCハールレムへ1年間の期限付き移籍に出される。翌日のSCフェーンダム戦 (1-6) において、フランク・カレマンとの交代で早速初出場を飾り、9月26日のFCデン・ボス戦で初得点を挙げる等で半年間に主力として17試合6得点を記録した。だが、シーズン中の2010年1月25日にハールレムが破産を宣言し、新たな投資家を発見出来なかったことにより、アヤックスから期限付き移籍で加入していた自身を含む6人は復帰することになった。
2010年2月3日にジョン・ファン・デン・ブロム監督率いるエールステ・ディヴィジのAGOVVアペルドールンへシーズン終了までの期限付き移籍に出される。FCフォレンダム戦で初出場及び初得点を記録し、それから1週間後の2月19日のSBVエクセルシオール戦ではハットトリックを達成した。

#### ピュニク・エレバン復帰
2010年7月にアヤックスとの2011年夏まで契約を双方合意で解除、ハールレムで17試合6得点、アペルドールンで10試合7得点を挙げたが、アヤックスでは9試合無得点に終わる。19日に古巣FCピュニク・エレバンと半年の契約で復帰し、UEFAチャンピオンズリーグ 2010-11予選2回戦のパルチザン・ベオグラードとの第2戦で初出場を飾る。リーグ戦で5得点を挙げて、チームの優勝に貢献した後、契約満了に伴い退団したマヌチャリアンに対し、FCカルパティ・リヴィウから関心を示されると、契約交渉の為にウクライナへ渡ったものの、実現せず、最終的に2011年1月26日にピュニク・エレバンと3年契約で再加入をした。

#### ウラル
2011年8月中旬にFCピュニク・エレバンからロシア・ナショナル・フットボールリーグ (ロシア2部) のFCウラル・スヴェルドロフスク・オブラストへ1シーズンの期限付き移籍に出され、2012年7月17日には同クラブと2年契約で完全移籍を果たす。2013年4月1日のFCトム・トムスク戦 (2-0) において、完全移籍後初にして2得点を挙げた。

#### アラシュケルト
2018年7月25日、FCアラシュケルトに移籍した。

#### ピュニク・エレバン再復帰
2018-19シーズンの最終日である、2019年6月5日にアラシュケルトから放出され、翌日、古巣FCピュニク・エレバンへの2度目の復帰を果たした。

#### アラシュケルト復帰
2020年3月4日、FCアラシュケルトに復帰。8月2日に現役引退を表明した。

### 代表歴
アルメニア代表としては、まず、2002年からU-17代表でプレーすると共に同年はU-21代表としてもプレーしており、その後、U-19代表として参加したUEFA U-19欧州選手権2005の予選において8得点、特にハンガリー戦 (5-1) で4得点を挙げる活躍を見せた。2004年からはA代表でプレーした。

## 個人成績

### クラブでの成績
出典:
| 所属クラブ         | シーズン         | リーグ                                 | リーグ | リーグ | 国内カップ | 国内カップ | 欧州カップ | 欧州カップ | 合計  | 合計 |
| 所属クラブ         | シーズン         | 所属リーグ                             | 出場   | 得点   | 出場       | 得点       | 出場       | 得点       | 出場  | 得点 |
| ------------------ | ---------------- | -------------------------------------- | ------ | ------ | ---------- | ---------- | ---------- | ---------- | ----- | ---- |
| ピュニク・エレバン | 2002             | アルメニア・プレミアリーグ             | 10     | 2      | 0          | 0          | 0          | 0          | 10    | 2    |
| ピュニク・エレバン | 2003             | アルメニア・プレミアリーグ             | 17     | 12     | 0          | 0          | 4          | 1          | 21    | 13   |
| ピュニク・エレバン | 2004             | アルメニア・プレミアリーグ             | 22     | 21     | 0          | 0          | 4          | 2          | 26    | 23   |
| ピュニク・エレバン | 2005             | アルメニア・プレミアリーグ             | 4      | 5      | 0          | 0          | 0          | 0          | 4     | 5    |
| ピュニク・エレバン | 合計             | 合計                                   | 53     | 40     | 0          | 0          | 8          | 3          | 61    | 43   |
| アヤックス         | 2005-06          | エールディヴィジ                       | 4      | 0      | 0          | 0          | 1          | 0          | 5     | 0    |
| アヤックス         | 2006-07          | エールディヴィジ                       | 5      | 0      | 1          | 0          | 2          | 1          | 8     | 1    |
| アヤックス         | 2007-08          | エールディヴィジ                       | 0      | 0      | 0          | 0          | 0          | 0          | 0     | 0    |
| アヤックス         | 2008-09          | エールディヴィジ                       | 0      | 0      | 0          | 0          | 0          | 0          | 0     | 0    |
| アヤックス         | 合計             | 合計                                   | 9      | 0      | 1          | 0          | 3          | 1          | 13    | 1    |
| ハールレム (loan)  | 2009-10          | エールステ・ディヴィジ                 | 17     | 6      | 2          | 0          | -          | -          | 19    | 6    |
| AGOVV (loan)       | 2009-10          | エールステ・ディヴィジ                 | 12     | 8      | 0          | 0          | -          | -          | 14[a] | 9    |
| ピュニク・エレバン | 2010             | アルメニア・プレミアリーグ             | 12     | 5      | 0          | 0          | 1          | 0          | 13    | 5    |
| ピュニク・エレバン | 2011             | アルメニア・プレミアリーグ             | 16     | 8      | 2          | 0          | 1          | 0          | 19    | 8    |
| ピュニク・エレバン | 合計             | 合計                                   | 28     | 13     | 2          | 0          | 1          | 0          | 31    | 13   |
| ウラル             | 2011-12          | ロシア・ナショナル・フットボールリーグ | 12     | 6      | 0          | 0          | -          | -          | 12    | 6    |
| ウラル             | 2012-13          | ロシア・ナショナル・フットボールリーグ | 11     | 6      | 0          | 0          | -          | -          | 11    | 6    |
| ウラル             | 2013-14          | ロシア・プレミアリーグ                 | 23     | 3      | 0          | 0          | -          | -          | 23    | 3    |
| ウラル             | 2014-15          | ロシア・プレミアリーグ                 | 17     | 2      | 1          | 1          | -          | -          | 18    | 3    |
| ウラル             | 合計             | 合計                                   | 63     | 17     | 1          | 1          | -          | -          | 64    | 18   |
| キャリア通算成績   | キャリア通算成績 | キャリア通算成績                       | 182    | 84     | 6          | 1          | 12         | 4          | 202   | 90   |

a. ^ 昇格プレーオフ2試合1得点を含む

### 代表での成績
出典:
| アルメニア代表 | アルメニア代表 | アルメニア代表 |
| 年             | 出場           | 得点           |
| -------------- | -------------- | -------------- |
| 2004           | 6              | 0              |
| 2005           | 3              | 1              |
| 2006           | 2              | 0              |
| 2007           | 3              | 0              |
| 2008           | 3              | 1              |
| 2009           | 3              | 0              |
| 2010           | 6              | 3              |
| 2011           | 8              | 1              |
| 2012           | 2              | 1              |
| 2013           | 3              | 1              |
| 2014           | 6              | 0              |
| 2015           | 1              | 0              |
| 2016           | 2              | 1              |
| 2017           | 4              | 0              |
| Total          | 53             | 9              |

#### 代表での得点
| #  | 開催日         | 開催地       | 対戦国         | スコア | 結果 | 大会                        |
| -- | -------------- | ------------ | -------------- | ------ | ---- | --------------------------- |
| 1. | 2005年6月4日   | エレバン     | 北マケドニア   | 1-2    | 1-2  | 2006 FIFAワールドカップ予選 |
| 2. | 2008年3月26日  | ロッテルダム | カザフスタン   | 1-0    | 1-0  | 親善試合                    |
| 3. | 2010年5月25日  | エレバン     | ウズベキスタン | 2-0    | 3-1  | 親善試合                    |
| 4. | 2010年5月25日  | エレバン     | ウズベキスタン | 3-0    | 3-1  | 親善試合                    |
| 5. | 2010年9月7日   | スコピエ     | 北マケドニア   | 1-2    | 2-2  | UEFA EURO 2012予選          |
| 6. | 2011年2月9日   | リマソール   | ジョージア     | 2-2    | 2-2  | 親善試合                    |
| 7. | 2012年11月14日 | エレバン     | リトアニア     | 1-0    | 4-2  | 親善試合                    |
| 8. | 2013年2月5日   | エレバン     | ルクセンブルク | 1-1    | 1-1  | 親善試合                    |
| 9. | 2016年5月28日  | カーソン     | グアテマラ     | 1-2    | 1-7  | 親善試合                    |

## 獲得タイトル

### クラブ
FCピュニク・エレバン
- アルメニア・プレミアリーグ : 2002, 2003, 2004, 2010
- アルメニア・インデペンデンスカップ : 2002, 2004, 2010
- アルメニア・スーパーカップ : 2003, 2004

アヤックス・アムステルダム
- KNVBカップ : 2005-06, 2006-07
- ヨハン・クライフ・スハール : 2005, 2006, 2007

FCウラル・スヴェルドロフスク・オブラスト
- ロシア・ナショナル・フットボールリーグ : 2012-13

### 個人
- アルメニア・プレミアリーグ得点王 : 2004
- アルメニア年間最優秀選手賞（英語版） : 2004